# Park Narodowy Cairngorms
Park Narodowy Cairngorms (ang. Cairngorms National Park, gael. Pàirc Nàiseanta a’ Mhonaidh Ruaidh) – park narodowy w północno-wschodniej Szkocji, w regionie Highlands, największy pod względem powierzchni park narodowy na terenie Wielkiej Brytanii, obejmujący 4528 km². W jego obrębie w całości znajduje się pasmo górskie Cairngorms. Został utworzony decyzją Szkockiego Parlamentu w 2003 roku.
Na terenie parku znajdują się skaliste wrzosowiska oraz tereny o charakterze górskiej półtundry. Szczególnie cenne są liczne gatunki ptaków, mających tu swoje obszary lęgowe. Najważniejsze gatunki to m.in.: pardwa górska, mornel, śnieguła, orzeł przedni, drozd obrożny, rzepołuch, pardwa mszarna, sowa śnieżna, biegus morski, poświerka, głuszec, cietrzew, krzyżodziób szkocki, krzyżodziób świerkowy i sikora czubatka. Najciekawsze spośród ssaków to: jeleń szlachetny, sarna, zając bielak, kuna leśna, wiewiórka pospolita, żbik oraz wydra.